# Eingliederungsschein
Ein Eingliederungsschein (E-Schein) berechtigt in Deutschland ehemalige Soldaten auf Zeit der Bundeswehr, sich auf vorbehaltene Stellen im öffentlichen Dienst zu bewerben. Er ermöglicht den unmittelbaren Übergang vom Dienstverhältnis eines Soldaten in das eines Beamten. Die Eingliederung von Soldaten in den öffentlichen Dienst ist ein Teil der Fürsorgepflicht (§ 31 Abs. 1 Soldatengesetz (SG)) des Dienstherrn Bund gegenüber seinen (auch ehemaligen) Soldaten sowie Ausdruck der Verbundenheit von Staat und Soldaten durch gegenseitige Treue. (§ 1 Abs. 2 SG)
Strebt ein Soldat eine Einstellung als Arbeitnehmer im öffentlichen Dienst an, kann er keine Ansprüche aus dem Eingliederungsschein geltend machen. Vielmehr käme für ihn der Zulassungsschein (Z-Schein) infrage.

## Anspruchsvoraussetzungen
Ein Anspruch auf Erteilung eines Eingliederungsscheines zum Dienstzeitende besteht, wenn das Dienstverhältnis des Soldaten wegen Ablaufs einer festgesetzten Dienstzeit von zwölf oder mehr Jahren endet. Alternativ besteht ein Anspruch, wenn sich der Soldat zwar für eine Dienstzeit von zwölf oder mehr Jahren verpflichtet hat, seine Dienstzeit aber im Hinblick auf eine besondere Ausbildung zunächst auf einen kürzeren Zeitraum festgesetzt worden ist und er eine Dienstzeit von mindestens vier Jahren abgeleistet hat. (§ 13 Abs. 1 Soldatenversorgungsgesetz (SVG)) Ein Eingliederungsschein wird nur auf Antrag gewährt. Eine rechtskräftige Verurteilung in einem gerichtlichen Disziplinarverfahren zu einer Dienstgradherabsetzung schließt die Erteilung eines Eingliederungsscheins aus (§ 13 Abs. 3 Satz 3 SVG), ebenso ein rechtskräftige Entfernung aus dem Dienstverhältnis, weil dieses dann nicht mit Ablauf der festgesetzten Dienstzeit geendet hat.

## Verfahren
Der Eingliederungsschein wird zum Dienstzeitende ausgehändigt. Vorher erhält der Soldat eine Bescheinigung, dass ihm zum Dienstzeitende der Eingliederungsschein ausgehändigt wird. Der Empfang des Eingliederungsscheins ist schriftlich zu bestätigen. Nach erfolgter Einstellung als Beamter wird der Eingliederungsschein im Original zur Personalakte des Beamten genommen. In der Praxis kann der Soldat diesen auch nach Anfertigung einer Kopie zurückerhalten.
Anspruchsberechtigte auf den Eingliederungsschein müssen sich formell bei Vormerkstellen registrieren. Diese sind in jedem Bundesland und für den Bund (dort beim Bundesverwaltungsamt) eingerichtet. Soldaten bewerben sich in der Regel de facto regulär auf die Stellenausschreibung einer Einstellungsbehörde, wobei sie auf ihre Eigenschaft als Anspruchsberechtigte hinweisen sollten. Von den Vormerkstellen erhalten sie Hinweise auf Ausschreibungen bei den Behörden, zu denen sie ein Einstellungsinteresse bei der Vormerkstelle geäußert haben. De jure bewerben sich Inhaber eines Eingliederungsscheins bei den Vormerkstellen und sind von diesen nach Eignung und Neigung den Einstellungsbehörden zuzuweisen. (§ 14 Abs. 3 SVG)

## Rechtsfolgen
Mit Erhalt des Eingliederungsscheines erlöschen die Ansprüche auf schulische und berufliche Bildung nach dem Soldatenversorgungsgesetz durch den Berufsförderungsdienst der Bundeswehr. Der Soldat kann sich mit dem Eingliederungsschein auf vorbehaltene Stellen bewerben. Bund, Ländern und Kommunen über 10.000 Einwohnern müssen jede sechste Stelle für die Einstellung im mittleren Dienst und jede neunte Stelle im gehobenen Dienst für Inhaber eines Eingliederungsscheines vorbehalten. (§ 14 Abs. 1 SVG) Dies gilt nicht für Polizeivollzugsdienst. (§ 14 Abs. 2 SVG) Im höheren Dienst gibt es ebenfalls keine vorbehaltenen Stellen.
Der Soldat muss in der Regel ein Auswahlverfahren für die Beamtenstelle bestehen, konkurriert bei diesem aber nur mit den Bewerbern auf die vorbehaltenen Stellen, nicht mit den übrigen Bewerbern. Bei Bestehen der Laufbahnprüfung des Vorbereitungsdienstes (oder vergleichbar), ist der Eingliederungsscheininhaber vom Dienstherrn in ein unbefristetes Beschäftigungsverhältnis zu übernehmen (zumeist Beamter auf Probe).

### Dienstzeitverlängerung und Entlassung
Die Dienstzeit eines Soldaten, dem das Bestehen des Rechts aus dem Eingliederungsschein mitgeteilt wurde und der mit Ablauf der festgesetzten Dienstzeit noch nicht zum Beamten (in der Regel Beamter auf Widerruf) ernannt worden ist, verlängert sich zwingend bis zu dessen Ernennung zum Beamten, maximal um eineinhalb Jahre (§ 40 Abs. 3 SG). Aus der ursprünglich festgesetzten Dienstzeit resultierende Ansprüche bleiben unverändert. Während der Dienstzeitverlängerung werden Maßnahmen des Berufsförderungsdienstes der Bundeswehr nicht mehr genehmigt. Beantragt ein Soldat innerhalb dieser Dienstzeitverlängerung das Erlöschen des Rechts aus dem Eingliederungsschein, endet die Dienstzeit mit Ablauf des Monats, in dem das Erlöschen des Rechts aus dem Eingliederungsschein unanfechtbar festgestellt worden ist. (§ 54 Abs. 1 Satz 2 Soldatengesetz (SG)) Die Anfechtungsfrist endet einen Monat nach Feststellung, sofern der Soldat nicht vorher auf sein Widerspruchsrecht unwiderruflich verzichtet, womit er ggf. einen früheren Entlassungszeitpunkt erreichen kann.
Wird der Soldat zum Beamten ernannt, ist er kraft Gesetz aus dem Wehrdienstverhältnis entlassen. (§ 55 Abs. 1 Satz 3 i. V. m. § 46 Abs. 3a Satz 1 SG) Einer Entlassungsverfügung (Verwaltungsakt) bedarf es nicht.

### Ausgleichsbezüge
Inhaber eines Eingliederungsscheins haben Anspruch auf die Zahlung von Ausgleichsbezügen. (§ 17 SVG) Im Gegenzug entfällt ihr Anspruch auf Zahlung von Übergangsgebührnissen. (§ 16 SVG) Die Übergangsbeihilfe wird um 75 Prozent gekürzt. (§ 19 Abs. 3 Satz 1 SVG)
Die Höhe der Ausgleichsbezüge ist der Unterschiedsbetrag zwischen den Grundgehalt der Dienstbezüge des letzten Dienstmonats als Soldat und den Bezügen im Beamtenverhältnis. Anfangs sind dies meist Anwärterbezüge als Beamter auf Widerruf im Vorbereitungsdienst. Da nur das Grundgehalt maßgeblich ist, bleiben z. B. Stellenzulagen als Soldat oder Beamter unberücksichtigt, d. h. wird als Beamter eine Stellenzulage gewährt, mindern sich die Ausgleichsbezüge dadurch nicht. Bei den Dienstbezügen des letzten Dienstmonats als Soldat ist die Besoldungsgruppe und die Erfahrungsstufe maßgeblich, nicht aber die tatsächliche Höhe. Folglich führen Besoldungserhöhungen für Soldaten zu Erhöhungen der Ausgleichsbezüge, sofern nicht die Dienstbezüge des Beamten zugleich in höherem Maße steigen. Der ehemalige Soldat ist verpflichtet, Änderungen seiner Beamtenbezüge der ausgleichsbezügezahlenenden Stelle (Bundesverwaltungsamt – Dienstleistungszentren) zu melden, solange er auf Ausgleichsbezüge Anspruch hat. 
Die Ausgleichsbezüge werden maximal für zehn Jahre gezahlt oder bis das Grundgehalt aus dem Dienstverhältnis als Beamter das der letzten Dienstbezüge als Soldat übersteigt. Der Anspruch endet auch, wenn das Beamtenverhältnis nach der Ernennung zum Beamten auf Lebenszeit endet.

## Erlöschen des Rechts aus dem Eingliederungsschein
Das Recht aus dem Eingliederungsschein einschließlich des Anspruchs auf Zahlung von Ausgleichsbezügen erlischt für seinen Inhaber, wenn er schuldhaft einer Aufforderung zur Mitwirkung im Eingliederungsverfahren nicht Folge geleistet hat, er eine Einstellung als Beamter nicht mehr oder nicht mehr mit Hilfe des Eingliederungsscheins anstrebt, seine Einstellung aus beamtenrechtlichen Gründen abgelehnt worden ist, das mit Hilfe des Eingliederungsscheins begründete Beamtenverhältnis aus einem von ihm zu vertretenden Grund vor der Ernennung zum Beamten auf Lebenszeit geendet hat oder das mit Hilfe des Eingliederungsscheins begründete Beamtenverhältnis aus disziplinarischen Gründen geendet hat. (§ 13 Abs. 5 SVG)
Ein Zulassungsschein kann nach Rückgabe des Eingliederungsscheines beantragt werden (§ 13 Abs. 3 Satz 2 SVG).